# Sanaksar-Gottesmutter-Geburts-Kloster

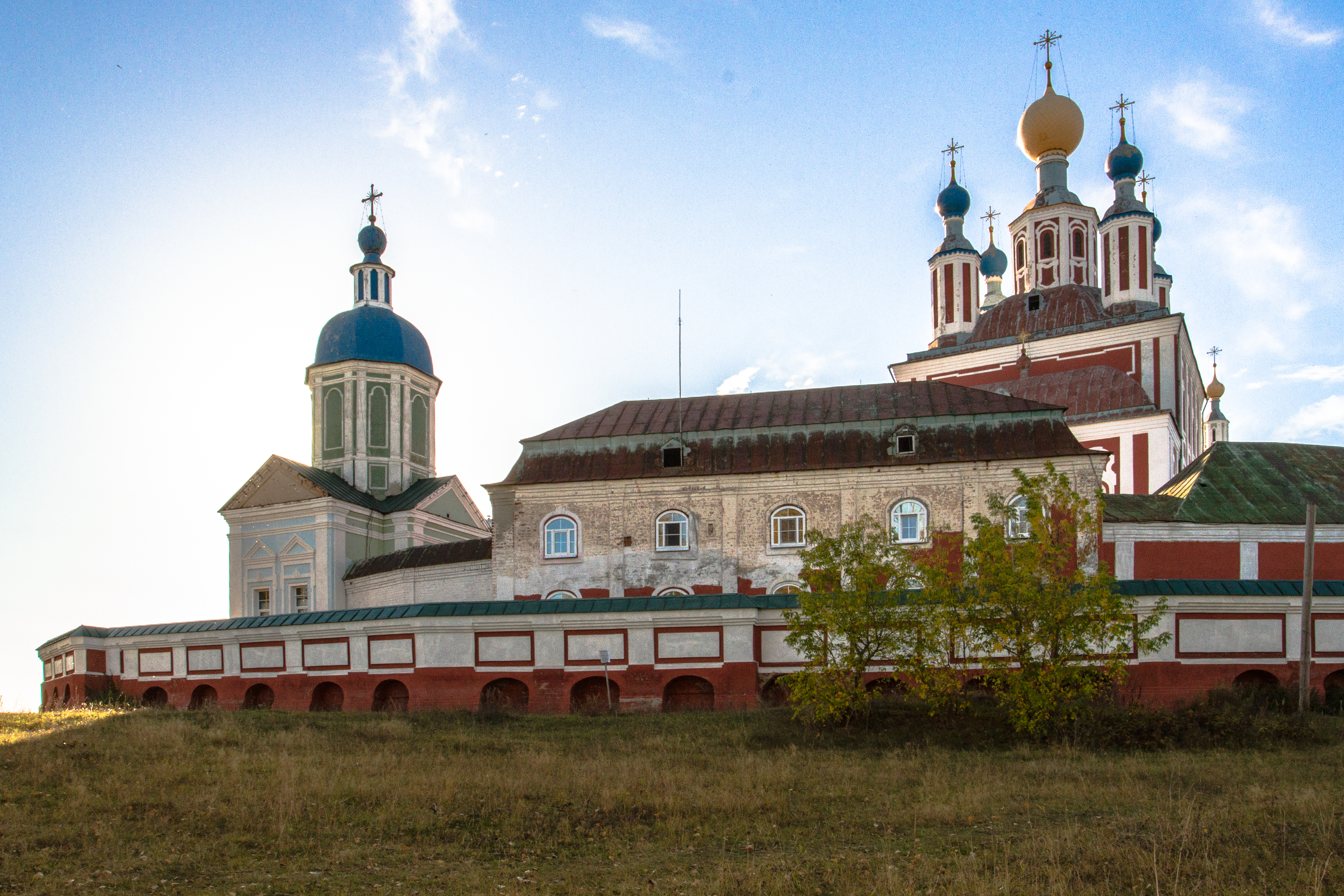
Sanaksar-Gottesmutter-Geburts-Kloster

Das Sanaksar-Gottesmutter-Geburts-Kloster (russisch Рождество-Богородичный Санакса́рский монастырь) ist ein in der Nähe Temnikow  gelegenes russisch-orthodoxes Mönchskloster der Eparchie Krasnoslobodsk.
Das Sanaksar-Kloster liegt vier Kilometer entfernt vom Busbahnhof von Temnikow, am linken Ufer der Mokscha. Das Kloster wurde 1659 gegründet. Bis 1918 gehört es zur Eparchie Tambow. Annähernd ein Jahrhundert später verlor es vorübergehend den Status des selbstständigen Klosters und gehörte zum Sarower Kloster. Einen neuen Aufschwung erlebte das Kloster unter Starez Feodor Sanaksarski (Theodor von Sanaksar; bürgerlich Iwan Ignatjewitsch Uschakow) 1764 bis 1774. 1765 wurde Sanaksar als Kloster wiederhergestellt. Sein architektonisches Ensemble wurde zwischen 1765 und den 1820er Jahren errichtet. Das Kloster hat einen trapezförmigen Grundriss. Die dreistufige und fünftürmige Gottesmutter-Geburts-Kathedrale im Barockstil wurde 1774 fertiggestellt, der 52 m hohe Glockenturm 1776.
Im 18. und 19. Jahrhundert gehörte das Sanaksar-Kloster zu den bekanntesten Klöstern und war ein wichtiges Geisteszentrum Russlands. Unter der Sowjetherrschaft wurde das Kloster 1929 geschlossen. Am 7. Mai 1991 wurde es an die Russisch-Orthodoxe Kirche zurückgegeben. 
Auf dem Gebiet des Klosters wurden zwei Heilige der Russisch-Orthodoxen Kirche begraben, Theodor von Sanaksar und dessen Neffe Admiral Uschakow, der von 1807 bis 1817 in der Nähe von Temnikow in seinem Dorf Alexejewka lebte und manchmal im Kloster wohnte.